# Moma (distrito)

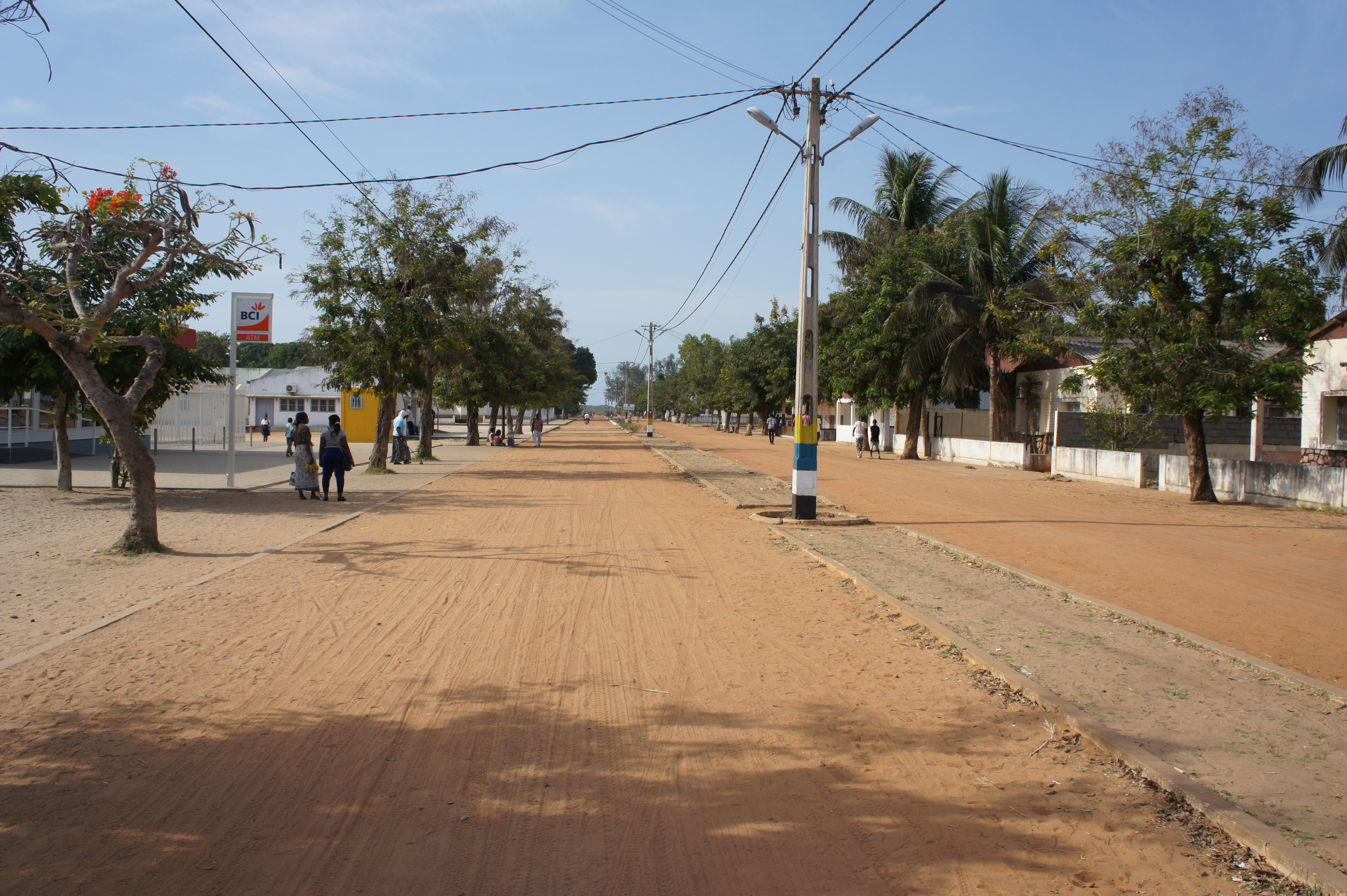
Vila de Macone, sede do distrito de Moma

Moma é um distrito da província de Nampula, em Moçambique, com sede na vila de Macone ou Moma-Sede. Tem limite, a norte com o distrito de Mogovolas, a oeste com os distritos de Gilé e Pebane (distritos da província da Zambézia), a sudeste com o Oceano Índico e a nordeste com o distrito de Larde.  Com a criação do distrito de Larde em 2013, o distrito de Moma perdeu os postos administrativos de Larde e Mucuale

## Demografia
Em 2007, o Censo indicou uma população de 310 690 residentes. Com uma área de 5677  km², a densidade populacional rondava os 54,73 habitantes por km².. Estes dados referem-se ao distrito antes da reforma administrativa de 2013.
De acordo com o Censo de 1997, o distrito tinha 238 655 habitantes, daqui resultando uma densidade populacional de 42,0 habitantes por km².

## Divisão administrativa
O distrito está dividido em dois postos administrativos, Chalaua e Moma, compostos pelas seguintes localidades:
- Posto Administrativo de Chalaua:
  - Chalaua
  - Namiwi
  - Nailocne
  - Piqueira
- Posto Administrativo de Moma:
  - Macone-Sede
  - Jacoma
  - M'pago
  - Mirripi
  - Naicole
  - Pilivili